# كورت مان
كورت مان (بالإنجليزية: Kurt Mann)‏ هو لاعب دوري الرغبي أسترالي، ولد في 1 مارس 1993 في وينتون في أستراليا.